# Мухаммад ібн Мансур аль-Магді
Муха́ммад ібн Абдулла́х (аль-Мансу́р) аль-Магді (محمد بن عبد الله (المنصور) المهدى) — Багдадський халіф в 775—785, третій халіф з династії Аббасидів, син і наступник аль-Мансура.

## Молодість і особисті якості
Халіф аль-Мансур постарався дати своєму спадкоємцеві гарну освіту. Одним з учителів аль-Магді був перський вчений Абу Убайдаллах Муавія, який навчав його основам державного управління та інших наук і прищепив учневі любов до древніх перських традицій часів Сасанідів. Арабську граматику і поезію аль-Магді вивчав під керівництвом великого арабського філолога аль-Муфаддала ад-Даббі, який склав для царевича книгу «аль-Муфаддаліят», антологію 66 найкращих арабських поетів.
За відгуками сучасників аль-Магді зовні відрізнявся красою, стрункістю, мав довге кучеряве волосся. На відміну від свого суворого в моралі та побуті батька аль-Мансура він був більш схильний до життєвих задоволень. Існує багато свідчень про різні любовні пригоди аль-Магді. Він славився великим любителем поезії і музики. Саме в період його правління став складатися тип двору арабського халіфа, славний своєю розкішшю, витонченістю і високою культурою, що згодом став відомим у світі по казках «Тисячі і однієї ночі». Також однією з найсильніших пристрастей аль-Магді було полювання, якому він присвячував багато часу.
У 758 році аль-Мансур призначив свого молодого сина намісником Хорасана, центром якого було місто Рей. Його головним радником став Яхья ібн Халід з впливового іранського роду Бармакидів, що став вірним сподвижником аль-Магді протягом його життя. Тоді ж найбільшу близькість до аль-Магді набула його єменська невільниця Хайзуран, незважаючи на те, що він був одружений з Ритою, дочкою першого халіфа з роду Аббасидів Абу-ль Аббаса ас-Саффаха. У 768 році аль-Магді повернувся з Ірану і взяв участь у будівництві нової столиці Багдада, де на східній стороні в Русафі він спорудив власний палац. У 772 році він допомагав батькові в будівництві ще одного нового міста на північ по Євфрату від Багдада.

## Внутрішня політика
Аль-Магді мирно вступив на престол, після смерті батька під час хаджу. У його правління стався ряд важливих змін в управлінні державою. З часом аль-Магді деякі дослідники пов'язують виникнення вищої державної посади — візира (першого міністра), який очолював чиновницький апарат і був підзвітний безпосередньо халіфу. Після сходження на престол аль-Магді зробив візиром свого колишнього наставника перса Абу Убайдаллаха Муавію. Аль-Магді ввів стародавні перські придворні звичаї і пишний церемоніал, що контрастували з простотою дворів перших арабських халіфів. Монарх став більш далекий від своїх підданих. Він охоронявся керуючим двором — хаджибом, показувався підданим тільки під час урочистих подій або судових засідань, де був верховним суддею. Під впливом Муавії була здійснена реформа оподаткування, фіксований податок із хліборобів був замінений на систему пропорційного обкладання, при якій основою вважалися розміри щорічного врожаю і коливання цін на ринку. Але в 780 році Муавія був замінений на посту візира представником роду Алідів Якубом ібн Даудом. Йому також не вдалося надовго закріпитися на цій посаді, в 783 році Якуб був відправлений у відставку. Панівне становище у владі зберегли представники роду Бармакидів і їх глава Яхья ібн Халід. Великий вплив на внутрішню політику мав беззмінний Хаджибей Рабі ібн Юнус.
Незважаючи на любов аль-Магді до стародавніх перських традицій, він зберігав свою прихильність мусульманству і багато зробив для поширення ісламу. Аль-Магді часто сам проповідував у мечеті. Він ліквідував в мечетях обгороджені ділянки для високопоставлених осіб. За велінням аль-Магді реконструйовані мечеті в Мецці і Медині, споруджені нові мечеті в Русафі і Басрі. Особливу увагу аль-Магді приділяв боротьбі з «зіндікізмом», тобто відступництвом від віри, в якому підозрювалися багато іранців, які, на думку мусульман, зберігали прихильність маніхейству. За підозру в «зіндікізмі» був відправлений у відставку візир Абу Убайдаллах Муавія. У багатьох частинах країни (головним чином, в іраномовних) піднімалися повстання різних сектантів. У північному Ірані повстали хуррамдінці, незабаром пригнічені урядовими військами. Найбільш велике повстання сектантів почалося в Мерві в 776 році під керівництвом проповідника Муканни. Послані халіфом війська витіснили Муканну в Середню Азію, але йому вдалося там закріпитися і придбати велику кількість прихильників. Аль-Магді відправив нові війська проти повсталих і в 783 році заколот був придушений.
Велике значення для Аббасидів мала легітимність їхньої влади, що йшла від Пророка Мухаммада. При аль-Магді були висунуті обґрунтування претензій династії на владу спадкуванням її від Аббаса ібн Мутталіба, дядьки Пророка, що було визнано самим Мухаммадом. Таким чином, аль-Магді постарався нівелювати претензії на престол роду Алідів і постарався домогтися примирення з ними, амністував учасників алідських повстань. Призначивши аліда Якуба ібн Дауда візиром, аль-Магді хотів згладити суперечності з Алідами, але не домігся успіху. Хоча в правління аль-Магді проалідських виступів у Халіфаті було значно менше. У 785 році Аліди підняли повстання в Хіджазі, але воно не отримало підтримки народу і було швидко придушене.